# アンフェア
『アンフェア』（UNFAIR）は、2006年1月10日から3月21日まで毎週火曜日22:00 - 22:54に、関西テレビと共同テレビの企画・制作により、フジテレビ系「火曜22時」枠で放送されたテレビドラマ。その後シリーズ化され、連続ドラマの続編となるスペシャルドラマ、映画3作品（2007年・2011年・2015年）が制作された。主演は篠原涼子。
警視庁検挙率No.1、バツイチ、子持ち、大酒飲み、“無駄に美人”の女性刑事・雪平夏見が、刑事だった父親の死の真相を追いながら数々の難事件に立ち向かう姿を描く。原作は秦建日子の小説『推理小説』だが、連続ドラマの第4話まで原作を扱って描かれており、第5話以降のストーリーはドラマ・映画のオリジナルシナリオである。

## シリーズ
- テレビドラマ
  - 連続ドラマ『アンフェア』（2006年1月10日 - 3月21日放送 / 全11話）[2]
  - スペシャルドラマ『アンフェア the special コード・ブレーキング〜暗号解読』（2006年10月3日放送）
  - スピンオフスペシャルドラマ『アンフェア the special ダブル・ミーニング〜二重定義』（2011年9月23日放送）
  - スピンオフスペシャルドラマ『ダブル・ミーニング〜Yes or No?』（2013年3月1日放送）
  - スピンオフスペシャルドラマ『アンフェア the special ダブル・ミーニング〜連鎖』（2015年9月15日放送）

- 映画
  - 『アンフェア the movie』（2007年3月17日公開、配給：東宝）[3]
  - 『アンフェア the answer』（2011年9月17日公開、配給：東宝）[4]
  - 『アンフェア the end』（2015年9月5日公開、配給：東宝）[5]

2006年1月10日から3月21日まで放送された連続ドラマ全11話はエピソードIからIIIまでに分かれていて、事件の複雑化により1エピソードにつき3 - 4話完結の手法を取っているが、それぞれの事件はすべて融合している。
放送終了後も反響が大きく、続編を希望するファンの声が公式サイトに寄せられた。これを受けて2006年10月3日に連続ドラマの続編となるスペシャルドラマ『アンフェア the special コード・ブレーキング〜暗号解読』が放送された。翌2007年3月17日公開の劇場版第1作『アンフェア the movie』のプロローグとしても描かれており、スタッフロールの後に新たな事件への伏線となるシーンがあらかじめ挿入されている。
2011年9月17日には劇場版第2作『アンフェア the answer』が公開。これにあわせて、スピンオフドラマ第1弾『ダブル・ミーニング〜二重定義』が放送された。
2013年3月2日『アンフェア the answer』が地上波初放送される前日にスピンオフドラマ第2弾『ダブル・ミーニング〜Yes or No?』が放送された。
2015年9月5日公開の劇場版第3作『アンフェア the end』をもってシリーズ完結。公開にあわせ、スピンオフドラマ第3弾『ダブル・ミーニング〜連鎖』が放送された。

## あらすじ

### アンフェア（連続ドラマ）

#### 推理小説型予告殺人事件
警視庁検挙率No.1の美人刑事・雪平夏見は、犯罪者を心から憎んでおり、かつて未成年者の犯人を射殺したことから、マスコミや世間からバッシングを受けていた。そんな雪平を単独行動をしないために、新人刑事の安藤一之が相棒として赴任してくる。
ある日、警察とマスコミのもとに何者かから小説が届き、その小説に書いてあるとおりに殺人が起こる。現場に残された本の栞には、「アンフェアなのは誰か」という謎のメッセージが書かれていた。
その事件は、小説の内容に沿って殺人が進行していく、前代未聞の「推理小説予告型殺人」であった。事件が起こるたびに必ず次の殺人予告がされていき、さらに犯人は、「事件を防ぎたければ、出版社は本の続きを落札せよ」と警察とマスコミに要求していく。
容疑者として指名手配された作家志望のゴーストライター平井唯人は、5人目の犠牲者として発見される。最終的に、岩崎書房の編集者の瀬崎一郎が犯人であると推理した雪平は、編集部長を人質に取った瀬崎を拳銃で射殺したことで、事件は終息する。

#### 募金型誘拐事件
予告殺人事件が解決した束の間、面倒をみていた家政婦と共に、雪平の娘が誘拐されてしまう。雪平が未成年射殺事件によりマスコミや世間からバッシングを受けて以降、新聞記者の夫 佐藤和夫とは離婚し、いじめに遭って声が出せなくなった愛娘の美央は夫に引き取られていた。
雪平の娘の身代金として、全国の大衆に対して「1人10円ずつの募金」を迫り、総額12億円を集めるよう指示する「募金型誘拐事件」であった。娘を助けようとする雪平に犯人は、集まった募金を株式投資により、指定した企業を買い上げて株価を吊り上げるよう指示する。
美央と共に誘拐された家政婦の牧村紀世子は、実は共犯者であった。彼女は夫と娘を自動車事故で亡くしており、その加害者で事故をもみ消した広真建設社長・広田祐次を世間に告発すると同時に、株価を暴落させようとしていた。しかし、主犯の裏切りによって、広真建設の株を買うよう指示が出たことから、株価が吊り上げられてしまう。
主犯の正体は、捜査一課情報解析係の蓮見杏奈であった。誘拐された2人が監禁されていたのは新宿中央署の地下倉庫で、居場所に気付いた安藤は、牧村によって腹部を撃たれ重傷を負う。安藤が死んだと思った牧村は、美央と共に警察に保護される。
しかし、安藤は生きており、牧村によって撃たれたことを雪平に伝える。追い詰められた牧村は広田に拳銃を向けるが、雪平の説得により思いとどまる。しかし、その後に何者かによって牧村は射殺され、死ぬ間際に「バツ」という言葉を残した。

#### ×マーク連続殺人事件
これまでの二つの事件の関係者である広真建設社長の広田、日報新聞社編集長の武田が次々に手のひらに「×マーク」をつけられたうえで殺傷される。その後、情報解析係の蓮見が「募金型誘拐事件」の黒幕であると判明するが、直後に×マーク事件の第三の被害者として発見され、一命は取りとめる。
その後も、岩崎書房編集部長の森川、ミステリー作家の久留米らが殺害されていく。蓮見から聴取した結果、これまでの犯人たちが利用していた復讐サイト「×サイト」のサーバー契約者が、雪平の元夫の佐藤和夫であることが判明し指名手配される。
雪平は佐藤と一計を案じて、佐藤を射殺するフリをして黒幕「×サイトの管理人」を呼び寄せる。一連の事件の黒幕「×サイトの管理人」は、雪平の部下 安藤であった。かつて雪平が射殺した未成年の少年ユタカは、安藤と同じ児童養護施設で暮らしていた経緯があった。
安藤は、かつて自分とユタカがかつて務めていたパチンコ店へと向かい、集団パワハラで苛め抜いていた店長を射殺しようとするが、雪平は安藤を止めるために止むなく発砲する。だが、安藤の拳銃には弾は入っておらず、雪平に止めてもらう芝居であった。
後日、安藤からのメッセージの入ったDVDが、コインロッカーから見つかる。そこには、雪平への告白と感謝が綴られており、DVDを見終わった雪平が涙す。翌日、安藤が亡くなった場所に横たわり、雪平が「きらきら星」を歌ったところで物語は終わりを告げる。

### コード・ブレーキング〜暗号解読（スペシャル）
「after X comes Y」-Xの後には、Yが来る-
雪平の相棒である安藤の死から9か月後、警察OBが高級スイートルームで自殺しているのが発見される。捜査一課は証拠不十分なために事件性がないと考えられたが、これ以前に「4人の警察OB」が自殺している状況に疑問を覚え、雪平は他殺の線を疑いはじめる。
公安部へと異動となった雪平は、捜査一課からの命令で「公安内部の情報をスパイする」ことを命じられる。安藤が残したDVDの続きが再生され、そこに「亡くなった雪平の父を殺害したのは、元公安か現役の公安部員」だと教えられる。
警察OBの残された最後の一人 井原秀雄に話を聞きに赴いたビルで、井原がビルから落下し、雪平に「謎の暗号」を告げて亡くなる。その後、捜査一課の同僚 安本正広が、殺害された5人と写真に写っていることが判明する。安本を誘拐した犯人は、「Y'sファイル」を解読するよう雪平に迫る。
公安総務課管理官 斉木陣によって、雪平は拘束され尋問を受ける。犯人は雪平を解放するよう迫り、警視庁が爆破される。解読のヒント「子守歌」が『きらきら星』であると見抜き、「Y'sファイル」の解読に成功した雪平は、三上と山路の協力で警視庁から脱走して、犯人の元へと急ぐ。
警察OB連続殺人事件の黒幕は、安本であった。安本のグループは、機密費を流用して裏金を作り、警察の改革を目論んでいたが、警察OBの5人によって、雪平の父親は殺害された。そして、「Y'sファイル」のYとは、雪平のイニシャルであり、雪平の父親こそがクーデター計画のリーダーを務めていたのだ。
公安によって追い詰められた安本は、自動車に乗り込みキーを回すと、爆発炎上して焼死してしまう。エピローグで、蓮見が「暗号解読したY'sファイル」のDVDを、何者かに手渡したところで、終わりを告げる。

### ダブル・ミーニング（スピンオフ）
ダブル・ミーニング〜二重定義
雪平の異動命令直後から北海道へ旅立つまでの間のストーリー。特殊班に4人の人質を誘拐したという電話が入る。犯人の要求は「東京タワーを夏にしろ」。特殊班は悪戯として取り合わなかったが、雪平の後任として特殊班に配属された・望月陽（北乃きい）は、人質のなかに自身が捜索を依頼された失踪者がいたのを知り、一人奔走する。しかし、人質の一人が遺体となって発見されたことで本格的な捜査が開始される。
犯人は「俺を東京で一番有名にしろ」と要求し、以降も警察に挑戦的な問題を残していく。心に傷を抱えた熱血刑事と熱意を無くした上司・山路哲夫（寺島進）のコンビと誘拐犯との頭脳戦を描く。
ダブル・ミーニング〜Yes or No?

ダブル・ミーニング〜連鎖

## キャスト

### 警視庁
雪平 夏見（ゆきひら なつみ）〈33〉
演 - 篠原涼子
本作の主人公。警視庁刑事部捜査一課殺人犯捜査四係主任 警部補→【SP版・the movie】警視庁公安部公安総務課主任 警部補 【ダブル・ミーニング 二重定義・the answer以前】警視庁刑事部捜査一課特殊班主任 警部補 【the answer】北海道警西紋別警察署刑事課主任 警部補 【the end】警視庁刑事部捜査一課殺人犯捜査六係 警部補
捜査一課に配属される前は1995年に交通課、1996年に巡査部長昇任後刑事課、1999年に警部補昇任時に駒沢署の刑事課に配属。1997年に佐藤和夫と結婚、美央を出産した。
刑事であった父親を殺した犯人を突き止めるために、短期大学から警察学校を卒業後、警察官になる。非業の死を遂げた父親の検死解剖にも立ち会い、涙一つ見せずに見届けた女傑。誕生日は1月11日。
推理力や格闘術、射撃術に長けており、捜査一課で検挙率ナンバーワンを誇る。大酒飲みで、「無駄に美人」と安藤に言われている。70時間一睡もせずに捜査した後に、酒のボトル1本空けるほどの体力がある。
5年前に起きた「パチンコ店従業員殺害・人質立て籠もり事件」で未成年被疑者を射殺してバッシングを受けたのをきっかけに、世評を気にした夫の佐藤と離婚、声が出せなくなった娘の美央は佐藤に引き取られ離れて暮らしている。ただし、事件以前から家庭を顧みなかったことも離婚原因の一つであるともいえる。マンションに一人暮らしで、足の踏み場もないほど部屋中ゴミで散らかっていて、その部屋で全裸で寝ている。
殺人現場の遺体があった場所で発見時と同じ格好になりながら、雪平にとっての子守唄である『きらきら星』をハミングし、「被害者が最期に見た景色」を見るという、神聖かつ悪趣味な儀式を行う。犯罪者を決して許すことのない姿勢で、たとえ犯人が少年であっても人質の身を案じて犯人を撃つ。そのことから、雪平の性格も相まって、マスコミの格好の的とされており、人権擁護団体から抗議運動を起こされている。しかし、相棒であった安藤の死により、若干心境に変化が現れたようである。
ダブル・ミーニング 二重定義では公安部から刑事部に戻っていたが、the answerでは北海道警の所轄に異動になった。the endでは警視庁捜査一課に戻っている。
安藤 一之（あんどう かずゆき）〈23〉
演 - 瑛太
警視庁刑事部捜査一課 警部→【SP版】故人・元警視庁刑事部捜査一課 警部
捜査一課に配属された新人刑事で、雪平の相棒となる。当初はあまりに型破りな雪平に戸惑っていたが、一緒にいるうちに雪平に対して好意を持つようになっていく。
普段の性格は温厚だが、捜査本部の体面を気にするような方針には真っ向から反発する。雪平に意見した時は決まって「馬鹿かお前は」と返される。ベジタリアンで、雪平の行き着けの居酒屋でも、いつもキャベツを頼んで食べている。雪平の娘の美央とも親しくなり懐かれていた。
警察学校ではトップの成績を残した実績を持ち、事件の黒幕に相応しい知能や、ユタカに「大検を合格できるよ」とお墨付きをもらうなど、非常に優れた頭脳の持ち主である。
実は『推理小説事件』、『募金型誘拐事件』を影で操り『×マーク連続殺人事件』を実行した黒幕でもある。雪平が射殺したユタカとは施設で兄弟同然のように育ったが、ユタカが雪平に射殺されるのを目撃し、雪平に復讐するため×サイトを立ち上げる。瀬崎、牧村、蓮見を操って事件を起こさせていたことが判明し、最終話で雪平と対峙後、ユタカが射殺されたパチンコ店へ向かい、店長を殺そうとしたが雪平に射殺された。後日発見されたDVDには、雪平への恋愛感情が芽生え、雪平に殺されることを選んだと語った。
スペシャル版では、雪平に対する復讐を模索する一環で、雪平の父に関することを調べていたことが判明する。
三上 薫（みかみ かおる）〈42〉
演 - 加藤雅也
警視庁刑事部鑑識課検視官 警視
検視官にもかかわらず捜査会議で必ず「えー、私の見解によりますと…」と首を突っ込み、自身の見解を述べようとするため、山路や小久保に若干疎まれている。だが、高い洞察力の持ち主でもあり、雪平の捜査に協力し、信頼されている。「特殊任務」と言われると何でもしてくれる。褒められると調子に乗ることが多い。下戸で、いつでも牛乳を好んで飲む。雪平からは「薫ちゃん」と呼ばれている。
スペシャル版以降、実質的に雪平の相棒となっている。
小久保 祐二（こくぼ ゆうじ）〈37〉
演 - 阿部サダヲ
警視庁刑事部捜査一課係長 警部→【SP版】警視庁刑事部捜査一課管理官 警視→警視庁刑事部捜査一課理事官 警視 【the answer以降】警視庁刑事部捜査一課長 警視正
出世を第一に考えるキャリア志向の持ち主。何かとソリが合わない雪平を敵視していて、自分のミスや責任を押し付けたりする。連続ドラマ版では捜査に乗じて雪平の排除や山路の失脚を目論み、次第に増長するようになっていく。スペシャル版で昇進し、ボールペンをカチカチといじるのが癖となっている。
ダブル・ミーニング 二重定義では理事官に昇進し階級上で同席の山路を愚弄。エンディング内で後任の警視庁捜査一課課長に内定し、山路に事件の全責任を負わせ、所轄に異動させた。
蓮見 杏奈（はすみ あんな）〈33〉
演 - 濱田マリ
警視庁刑事部捜査一課情報解析係 巡査部長
雪平にとって数少ない友人で、パートナー。情報解析係としても優秀であり、公私共に雪平から全面的に信頼されている。だが、実は牧村と共謀して『募金型誘拐事件』を引き起こしていた。美央が真犯人として彼女の正体に勘付くと口封じに殺そうと目論む。その後『×マーク連続殺人』3人目の犠牲者になり、絞殺されかけるが一命を取り留めた。スペシャル版では警察病院にて静養のため入院中であったが、雪平のために公安へのクラッキングを行ったと同時に三上のパソコンにウイルスを仕掛けデータを抜き取り斉木に渡した。
山路とは愛人関係にあり、山路は蓮見への愛情からキャリアよりも彼女を選んだ。だが、蓮見自身は極端な拝金主義者で仲間も恋人も愛も信じていない。
安本 正広（やすもと まさひろ）〈59〉
演 - 志賀廣太郎
警視庁刑事部捜査一課 巡査部長
今年定年退職を迎える古参の刑事。亡くなった雪平の父親とは、同期で親交もあった。雪平が警察官になる前からの付き合いもあり、彼女を娘のように心配している。雪平が敬意を持って接する数少ない先輩にして良き相談相手。
スペシャル版ではY'sファイルを巡る捜査により、関連性が浮かび上がり、警察OB連続殺人事件の黒幕であることが判明する。最後は逃走用の車が爆発し死亡した。
山路 哲夫（やまじ てつお）〈50〉
演 - 寺島進
警視庁刑事部捜査一課管理官 警視→【SP版】警視庁刑事部捜査一課特殊班係長 警部（降格処分）→警視庁刑事部捜査一課特殊班管理官 警視 【the answer以降】所轄刑事 警視
雪平の上司。あさっての方角を向いていても部下の態度に目配りし、警察上層部とも太いパイプで繋がる食えない男。
捜査会議中ジッポのライターの蓋を開け閉めする癖を持つ。表面的には何よりも警察の面子を重視する。だがその実、雪平や薫のように警察官としての型にはまらず、組織内で厄介者とされながらも自らの信念や知識と経験に基づいて行動・発言する部下を信じており、ギリギリの局面で彼らから信頼を寄せられる。
最終話では自らの一存で雪平に単独行動を許した。また、自らが過去に行った不正について匿名で内部告発をした。蓮見とは愛人関係にあり、彼女のために積み上げたキャリアを犠牲にして全責任を負い管理官を更迭された。
the movieでの病院籠城事件で大切な人たちを亡くした経験から失意の中にいたが、ダブル・ミーニングで部下として配属された望月の影響から熱意を取り戻し、望月とコンビを組んで連続誘拐事件の捜査をする。この事件後、小久保の策略で所轄に飛ばされた。

### 雪平の家族
佐藤 和夫（さとう かずお）〈40〉
演 - 香川照之
日報新聞社・社会部デスク→【SP版以降】フリージャーナリスト
雪平の元夫。
5年前に雪平が起こした「未成年射殺事件」で美央が声を失ったことを機に雪平と離婚した。離婚後も新聞記者として多忙を極めるため、家政婦を雇い美央を養育する。正義感が強く、激高すると我を失うところがある。美央の誘拐事件の際に編集長に裏切られたことを契機に退職し、一連の事件の背後にある謎を追う。テレビシリーズ終盤では×連続殺人事件の容疑者となり全国指名手配される。
佐藤 美央（さとう みお）〈7〉
演 - 向井地美音（現：AKB48）
雪平と和夫の娘。
「未成年射殺事件」が原因でいじめを受け、声が出せなくなる。『募金型誘拐事件』で牧村と共に誘拐される。声を出せなくなったことで雪平との間に溝ができ、実の母親を拒絶するかのような態度をとり、牧村への依存度を強める。普段は素直で絵を描くのが好きな大人しい子供だが、非常時には両親譲りの正義感と行動力を持ち合わせている。最終回では安藤のおかげで親子関係が修復し、声が出るようになった。劇場版1作では、テロリストが破損した細菌兵器により感染して発症するが、雪平の投与した抗血清により回復する。ダブル・ミーニング 二重定義ではロサンゼルスに渡る。

### マスコミ関係者

#### 岩崎書房
瀬崎 一郎（せざき いちろう）〈40〉
演 - 西島秀俊
岩崎書房の編集者。
冷静な性格で常に落ち着いた態度を見せる。また潔癖なところがあり、本の売り上げのためなら手段を選ばない上司の森川と対立している。捜査に協力していくうちに雪平と肉体関係になる。後に『推理小説型予告殺人事件』の首謀者であることが発覚。「アンフェアなのは誰か」と書かれたしおりをすべての現場に残していた。上司である森川を殺そうとしたところで雪平に射殺される。
松本 理恵子（まつもと りえこ）
演 - 小林麻央
瀬崎の部下。瀬崎に惹かれている。雪平の幼馴染みで「雪姉（ゆきねぇ）」と慕う。『推理小説事件』4人目の犠牲者。
橋野 美樹
演 - 有坂来瞳
瀬崎の部下。平井の死後、久留米のゴーストライターになる。
森川 静雄
演 - 大高洋夫
岩崎書房編集部長。瀬崎の上司。売上至上主義で、売上のためならどんなに下品な手段でも使う。『×マーク連続殺人』4人目の犠牲者。

#### 日報新聞社
今井 英明
演 - 榊英雄
日報新聞社・社会部記者。佐藤の部下。佐藤が日報新聞を辞めたあと、デスクに就任した。
武田 寿男
演 - 大河内浩
日報新聞社編集長。スクープのためなら身内をも売る冷徹さを持つ。『×マーク連続殺人』2人目の犠牲者。

### その他関係者
牧村 紀世子（まきむら きよこ）〈35〉
演 - 木村多江
佐藤に雇われ、佐藤と美央の家にやってきた家政婦。
絵本作家であったが、夫と娘を交通事故で亡くして以降、絵本を描けなくなって作家活動をやめている。『募金型誘拐事件』で蓮見と手を組む。動機は夫と娘をバイクで轢いて殺害した広田を、事故をもみ消すよう言われた警察に再調査させるため。しかし、再調査がかなわず広田が経営している会社に乗り込み広田を殺そうとするが雪平に説得され諦める。雪平と会社を出たとき狙撃されて死亡。
平井 唯人（ひらい ただひと）
演 - 眞島秀和
作家志望で、久留米隆一郎のゴーストライター。以前、岩崎書房でアルバイトをしていた時に自分の書いた小説を瀬崎に見せるが「リアリティがない」と酷評された。松本理恵子の元恋人。その後、橋野美樹と交際していた。『推理小説事件』5人目の犠牲者。
久留米 隆一郎（くるめ りゅういちろう）
演 - 井上順（特別出演）
超一流のミステリー作家。実際はゴーストライターの平井が小説を書いている。『×マーク連続殺人』5人目の犠牲者。
小沢 茉莉
演 - 松永京子
久留米隆一郎の秘書。
野口 耕二
演 - 入江雅人
誠文出版編集者。本の内容より売上を重視する。かつては瀬崎とライバル。『推理小説事件』3人目の犠牲者。
広田 祐次（ひろた ゆうじ）
演 - 伊藤洋三郎
広真建設社長。牧村の夫と娘を交通事故で死なせた人物。代議士の父親の力を利用し、事件をもみ消した。『×マーク連続殺人』1人目の犠牲者。
斉藤 ユタカ（さいとう ゆたか）
演 - 三浦春馬
パチンコ店店員の少年。5年前に住込みで働いていたバイト先のパチンコ店で店員および店長を殺傷。店長を人質に取ったが、未成年であるにもかかわらず、雪平によって射殺された。安藤と共に施設で育ち兄弟同然の仲であったため、安藤はユタカを射殺した雪平を憎み、一連の事件を通して復讐を計画する引き金となった。

### スペシャル『コード・ブレーキング〜暗号解読』
斉木 陣（さいき じん）
演 - 江口洋介
警視庁公安部公安総務課管理官 警視
公安部へ異動した雪平の上司にあたる。雪平と同じく、非常に優秀な成績で、公安のナンバーワンと謳われている（雪平曰くやり方の汚さもナンバーワンとのこと）。公安のルールを終わりよければ全てよしと言い放った。下戸で甘党。よく金平糖を口にしている。
小田切
演 - 大倉孝二
雪平に近づく謎の男。組織から命じられ、ストーカーのように雪平を監視していた。警察OB殺人事件の黒幕・安本の仲間ではあるが、彼を疎ましく思っていた。安本を殺害しようとするが、逆に撃たれ死亡。
松田 敬吾
演 - 野村信次
井原 秀雄
演 - 大林丈史
元警察幹部。何者かに殺害される。
吉田
演 - 奥田達士　
警視庁公安部公安総務課刑事。
矢島
演 - 並樹史朗
警視庁公安部公安総務課長。
雪平 宗一郎
元警視庁刑事部捜査一課 警部。15年前に死亡。雪平夏見の実父。
公安のデータベース内からクラッキングした「Y'sファイル」を暗号解読した結果、警察の上層部を排除するクーデターの首謀者であることが判明する。

### スピンオフ
北乃きい演じる新人刑事・望月陽と寺島進演じる山路哲夫が主人公のスピンオフシリーズで、阿部サダヲ、加藤雅也など一部の本編のキャストも出演している。『ダブル・ミーニング〜連鎖』において、篠原涼子演じる本編の主人公・雪平夏見が初めて望月と顔を合わせた。

#### 『ダブル・ミーニング〜二重定義』
望月 陽（もちづき あきら）
演 - 北乃きい（幼少期：細井瑠花）（Yes or No? / 連鎖）
警視庁刑事部捜査一課特殊犯捜査係 巡査部長。
雪平の後任として配属された。正義感が人一倍強い上に気も強く上司にも物怖じせずに反発する気丈さを持つ。その正義感は小学3年生のときに誘拐され、その犯人から傷めつけられた過去に起因する。なお、その時自身を救出した刑事が山路であり、山路にお見舞いの品として渡されてから、あんぱんをよく持ち歩くようになった。
元園部 恭輔
演 - 山本耕史
警視庁科学捜査研究所研究員 プロファイラー。
上層部の発案でプロファイリングの捜査導入のための講義を開いており、自身も犯罪抑止のためにボランティアで講義をしている。連続誘拐殺人事件の捜査にも参加し、当初は小久保に相手にされなかったが、次第にその実力を認められていく。純粋な正義感の持ち主であるかのように振る舞い、望月とも意見が合うように話すが、実は事件の計画者。
岩崎 良太
演 - 石垣佑磨（Yes or No?）
警視庁捜査一課特殊班の刑事。
松田 昇
演 - 長谷川朝晴
誘拐殺人事件の実行犯。お台場に冷蔵倉庫を持つ会社に勤務。松田昇は偽名で、15年前に起きた殺人事件の被害者の婚約者だった。会社のトラックを無断で持ち出して犯行に利用する。
警視庁捜査一課の刑事
演 - 清水伸、丸山敦史、須田邦裕
鑑識
演 - 藤井貴規
水野 カナ
演 - 荒井萌
誘拐された水野義之の娘。望月に捜索を依頼する。
水野 義之
演 - 桜井聖
事件の被害者。システムエンジニア。事件に巻き込まれる前にカナに古いパソコンを預けていた。誘拐されたが殺されずに救出される。
テレビ局ディレクター
演 - 駿河太郎（Yes or No?）
望月から番組への出演を頼まれるが断る。（Yes or No?では事件のクイズを生中継することになるテレビ局のプロデューサー。）
浅沼 亮一
演 - 宇都宮晃良
事件の1人目の殺人被害者。大学病院の医師。芝公園で遺体が発見される。
倉西 純
演 - 福永直太
事件の2人目の殺人被害者。出版社勤務。台場で遺体が発見される。
田村 始
演 - 横江泰宣
事件の3人目の殺人被害者。大学の研究員。東京タワー近くに駐車された食肉輸送用トラックから遺体が発見される。
タクシーの運転手
演 - 邱太郎
池袋まで携帯電話を運ぶよう犯人に依頼される。
山路 哲夫
演 - 寺島進（Yes or No? / 連鎖）
小久保 祐二
演 - 阿部サダヲ（Yes or No? / 連鎖）
三上 薫
演 - 加藤雅也（Yes or No? / 連鎖）
佐藤 美央
演 - 向井地美音
一条 道孝
演 - 佐藤浩市（特別出演）
北海道西紋別署刑事課課長 警部
雪平 夏見
演 - 篠原涼子（特別出演）（連鎖）

#### 『ダブル・ミーニング〜Yes or No?』
風見 憲吾
演 - 高嶋政伸
捜査一課特殊犯管理官。警察のルールを何よりも重んじるタイプ。
大曾根 学
演 - 山本裕典
プロファイラー。
町田 渉
演 - 綾野剛
人質。3問目の出題時に射殺される。
如月 クミ
演 - 山下リオ
元人気アイドル歌手。10年前に青酸化合物で服毒自殺したとされている。
富市 耕平
演 - 橋本じゅん
テレビリポーター。今回の事件で娘を人質にとられる。
オタク男
演 - 忍成修吾
宅間 修
演 - 福士誠治
前法務副大臣の息子。選挙に出馬予定。
和泉 進一
演 - 浅野和之
宅間の対立候補。
マスク男
（声） - 三石琴乃
事件の首謀者。ツインテールのアニメの美少女キャラクターのマスクをかぶり、人質を前にどちらの正義が正しいかというクイズを出す。その様子をリアルタイムでネット配信し、視聴者にYesかNoか回答させ、答えが間違いならその場で人質を射殺する。
 ?
演 - 和田正人
山路の部下
富市 まりあ
演 - 渡邉このみ
富市耕平の娘。

#### 『ダブル・ミーニング〜連鎖』
刈谷 将〈36〉
演 - 青柳翔（劇団EXILE）
警視庁捜査一課第二特殊犯捜査第4係班長。
浅野 義典〈40〉
演 - 中村俊介
警視庁捜査一課第一特殊犯管理官。警視。
梅川 尚子〈33〉
演 - 木南晴夏
橘 鏡香〈40〉
演 - 吉田羊
警察病院の心療内科医。望月のカウンセリング担当。
箸本 和音
演 - 三木くるみ
和音の母
演 - 佐藤直子
長尾 由紀　
演 - 小田原れみ
看護師。
謎の男
演 - 吉田鋼太郎

## スタッフ
- 原作 - 秦建日子『推理小説』（河出書房新社）[12][13]
- 脚本 - 佐藤嗣麻子（連続ドラマ、SPコード・ブレーキング〜暗号解読）、大久保ともみ（SPダブル・ミーニング）
- 演出 - 小林義則（1、2、4、6、9、11話）、髙橋伸之（5、8、10話）、植田泰史（3話、SPコードブレーキング〜暗号解読）、根本和政（7話、SPダブル・ミーニング）
- 音楽 - 住友紀人
- 主題歌
  - 伊藤由奈「Faith」（Sony Music Records）
  - 三代目J Soul Brothers from EXILE TRIBE「Unfair World」（rhythm zone）※SPダブル・ミーニング〜連鎖のみ
- 挿入歌
  - デスティニーズ・チャイルド「サヴァイヴァー（Survivor）」（コロムビア・レコード / ソニー・ミュージックジャパンインターナショナル）
2012年以降の再放送では伊藤由奈の「I'm Here」および「Reason Why」に差し替わっている。
  - 伊藤由奈「I'm Here」（Sony Music Records）※SPダブル・ミーニング〜二重定義のみ
- 技術プロデューサー - 友部節子
- TD - 白田龍夫
- 撮影 - 大石弘宜（1 - 最終話）、白田龍夫（スペシャル）
- 照明 - 花岡正光、三上日出志（スペシャル）
- 映像 - 山根晋
- 音声 - 渡部満裕（1 - 最終話）、山成正己（最終話）、吉田登（最終話）、菊間正嗣（スペシャル）
- VTR - 宇野知之（1、2話、スペシャル）、小野寺慎一（3、4話）、桜庭武志（5話）、吉川博文（6話）、岡村亮（7 - 11話）
- 選曲 - 泉清二
- 音響効果 - 大橋史枝、白石めぐみ（最終話のみ）
- 編集 - 平川正治
- ライン編集 - 浅沼美奈子
- MA - 古跡奈歩（1-最終話）、水戸レイ子（最終話、スペシャル）
- スタジオカメラ - 島村宏明、篠田忠史、土田豪介、舟橋正成
- 撮影助手 - 髙野学、大鋸恵太、富永健二、浅香康介
- 照明助手 - 鈴木敏雄、杉本周士、山田和弥
- 音声助手 - 黒田啓介、香川祥資、富永健二、浅香康介
- 撮影助手 - 髙野学、大鋸恵太、富永健二、浅香康介
- 編集助手 - 安部華子
- ライン編集助手 - 西山貴文
- 美術プロデューサー - 津留啓亮
- デザイン - 柳川和央
- 美術進行 - 森田智弘（1 - 最終話）、山下雅紀（スペシャル）
- 大道具 - 大地研之、中村大輔（1 - 最終話）、黒川健一（最終話）、杉山龍男（スペシャル）
- 装飾 - 髙島寿生、横山和也（最終話）、山富祥司（スペシャル）
- 持道具 - 長尾実由紀
- 衣装 - 上條栄子（1 - 最終話）、中野晴海（最終話、スペシャル）
- スタイリスト - 黒澤彰乃、島津由行 、小久江泰子（最終話）
- ヘアメイク - 斉藤睦（1 - 最終話）、田代芙友子（最終話）、小林藍子（スペシャル）、喜舎場志乃（スペシャル）
- アクリル装飾 - 中村哲治
- 建具 - 阿久津正巳
- 電飾 - 中園誠四郎、鈴木順子（最終話）
- 植木担当 - 後藤健
- 音楽制作協力 - フィルソン
- 警察監修 - 杢尾尭
- 編成 - 笠置高弘
- 広報 - 日下俊彦（1 - 最終話）、金谷卓也（スペシャル）
- ホームページ - 山本真央美（1 - 最終話）、横尾博臣（スペシャル）
- タイトルバック - 三谷晋平
- スチール - チャールズ村上
- 車両 - ファン
- ガンエフェクト - 大宮敏明
- スタントコーディネーター - 釼持誠
- スケジュール - 吉田使憲
- 演出補 - 根本和政（1 - 4、8 - 10話、スペシャル）、倉木義典（5話 - スペシャル）、西浦茜（11話）
- 制作担当 - 梶原富治（1 - 最終話）、幡野英二（スペシャル）
- 制作主任 - 百々勲（1 - 最終話）、田村豊（1 - 最終話）、河添太（スペシャル）
- 記録 - 外川恵美子（1 - 3、6、7、9 - 11話）、田中小鈴（2 - 4話）、巻口恵美（5、8、10話）、島田伸子（スペシャル）
- プロデューサー補 - 渡辺直美（1 - 最終話、スペシャル）
- プロデューサー - 吉條英希（関西テレビ）、稲田秀樹（共同テレビ）、豊福陽子（関西テレビ〈SPダブル・ミーニング〉）
- 制作 - 関西テレビ、共同テレビ

## 放送日程

### 連続ドラマ
| 各話                                                       | 放送日        | サブタイトル                   | 脚本       | 演出     | 視聴率 |
| ---------------------------------------------------------- | ------------- | ------------------------------ | ---------- | -------- | ------ |
| I （第1話）                                                | 2006年1月10日 | 敏腕女刑事vs予告殺人           | 佐藤嗣麻子 | 小林義則 | 15.7%  |
| II （第2話）                                               | 2006年1月17日 | 殺人予告を3千万で落札せよ!     | 佐藤嗣麻子 | 小林義則 | 14.7%  |
| III （第3話）                                              | 2006年1月24日 | 女刑事と容疑者! 危険な愛の行方 | 佐藤嗣麻子 | 植田泰史 | 15.1%  |
| IV （第4話）                                               | 2006年1月31日 | 真犯人現る! すべてのナゾが今…  | 佐藤嗣麻子 | 小林義則 | 16.0%  |
| V （第5話）                                                | 2006年2月07日 | 愛娘が消えた! 衝撃の募金型誘拐 | 佐藤嗣麻子 | 髙橋伸之 | 15.5%  |
| VI （第6話）                                               | 2006年2月14日 | 衝撃の誘拐犯の正体! ナゾの要求 | 佐藤嗣麻子 | 小林義則 | 14.9%  |
| VII （第7話）                                              | 2006年2月21日 | 急転!恐怖の銃弾が刑事を襲う!   | 佐藤嗣麻子 | 根本和政 | 14.0%  |
| VIII （第8話）                                             | 2006年2月28日 | 女たちの執念! 悲しき犯人の最期 | 佐藤嗣麻子 | 髙橋伸之 | 16.1%  |
| IX （第9話）                                               | 2006年3月07日 | 新章! 忍びよる黒幕と禁断のキス | 佐藤嗣麻子 | 小林義則 | 16.5%  |
| X （第10話）                                               | 2006年3月14日 | 絶望の涙! 黒幕と運命の対決へ…  | 佐藤嗣麻子 | 髙橋伸之 | 15.0%  |
| FINAL （最終話）                                           | 2006年3月21日 | 今夜すべての真相が!?           | 佐藤嗣麻子 | 小林義則 | 15.8%  |
| 平均視聴率 15.4%（視聴率は関東地区・ビデオリサーチ社調べ） |               |                                |            |          |        |

- 初回は22時10分 - 23時14分の10分拡大放送。
- 最終回は22時15分 - 23時24分の15分拡大放送。

### スペシャルドラマ
|                                                       | 放送日         | サブタイトル                                        | 脚本       | 演出     | 視聴率 |
| ----------------------------------------------------- | -------------- | --------------------------------------------------- | ---------- | -------- | ------ |
| アンフェア the special コード・ブレーキング〜暗号解読 | 2006年10月03日 | 警察OB連続殺人のナゾ! ついに父の死の真相が明らかに! | 佐藤嗣麻子 | 植田泰史 | 18.3%  |

### スピンオフスペシャルドラマ
|                                | 放送日        | 脚本         | 演出     | 視聴率 |
| ------------------------------ | ------------- | ------------ | -------- | ------ |
| ダブル・ミーニング〜二重定義   | 2011年9月23日 | 大久保ともみ | 根本和政 | 14.4%  |
| ダブル・ミーニング〜Yes or No? | 2013年3月01日 | 大久保ともみ | 根本和政 | 11.4%  |
| ダブル・ミーニング〜連鎖       | 2015年9月15日 | 大久保ともみ | 根本和政 | 11.3%  |

## 映画
2007年公開の映画については『アンフェア the movie』を参照
2011年公開の映画については『アンフェア the answer』を参照
2015年公開の映画については『アンフェア the end』を参照

## オープニングのナレーション
- 「世の中にはフェアな事なんて何もない。目には目を。復讐には復讐を―アンフェアにはアンフェアを」[15]
  - I（2006年1月10日放送）篠原涼子
  - II（2006年1月17日放送）阿部サダヲ
  - III（2006年1月24日放送）井上順
  - IV（2006年1月31日放送）西島秀俊
  - V（2006年2月7日放送）木村多江
  - VI（2006年2月14日放送）志賀廣太郎
  - VII（2006年2月21日放送）寺島進
  - VIII（2006年2月28日放送）濱田マリ
  - IX（2006年3月7日放送）加藤雅也
  - X（2006年3月14日放送）香川照之
  - FINAL（2006年3月21日放送）瑛太
  - Special コード・ブレーキング〜暗号解読（2006年10月3日放送）篠原涼子
  - Special ダブル・ミーニング〜二重定義（2011年9月23日放送）北乃きい、寺島進
  - Special ダブル・ミーニング〜Yes or No?（2013年3月1日放送）北乃きい、寺島進
  - Special ダブル・ミーニング〜連鎖（2015年9月15日放送）北乃きい、寺島進

## 受賞
- 第48回ザテレビジョンドラマアカデミー賞[16][17]
  - 主演女優賞（篠原涼子）
  - 脚本賞（佐藤嗣麻子）
- 第3回TVnavi ドラマ・オブ・ザ・イヤー2006
  - 最優秀主演女優賞（篠原涼子）
- 第44回ギャラクシー賞
  - テレビ部門 個人賞（篠原涼子）[18][19]

## DVD・Blu-ray
- アンフェア DVD-BOX（2006年6月7日発売、ポニーキャニオン）
  - 特典映像
    - 「今夜放送!アンフェア徹底ガイドSP」（2006.1/10 OA）
    - 「アンフェア衝撃のラストまであと2回SP」（2006.3/14 OA）
    - クランクアップ・NG集
    - 予告集
    - 牧村紀世子の絵本朗読オリジナル版

  - 封入特典 作品紹介32Pブックレット（袋とじ仕様）
  - 初回限定封入特典 「雪平へのメッセージDVD」オリジナル版
- アンフェア the special コード・ブレーキング〜暗号解読 DVD（2007年4月4日発売、ポニーキャニオン）
  - 映像特典 アンフェア壁紙データ
  - 初回限定封入特典 『アンフェア the special コード・ブレーキング〜暗号解読』台本を忠実に再現したミニチュア版
- アンフェア Blu-ray BOX（2011年12月21日発売、ポニーキャニオン）
  - 『アンフェア』連続ドラマ全11話と『アンフェア the special コード・ブレーキング〜暗号解読』を収録
  - 特典映像はDVD-BOXと同様
  - ※テレビ放送時挿入歌であるデスティニーズ・チャイルド「サヴァイヴァー - Survivor」は、DVD-BOXとコード・ブレーキング〜暗号解読のDVDには収録されているが、Blu-ray BOXには収録されていない。
- アンフェア the special ダブル・ミーニング〜二重定義 DVD・Blu-ray（2012年3月21日発売、ポニーキャニオン）
- ダブル・ミーニング〜Yes or No? DVD・Blu-ray（2015年9月16日発売、ポニーキャニオン）
- アンフェア the special ダブル・ミーニング〜連鎖 DVD・Blu-ray（2016年3月2日発売、ポニーキャニオン）

## 備考
- キャスト、スタッフ関係者のほとんどが最終回まで一連の事件の黒幕を知らなかったが、篠原涼子と瑛太はドラマ撮影開始前から黒幕を知らされていた。
- 関西テレビ携帯サイトにて、劇中で使用した雪平の携帯着信音が配信された。
- ドラマ放送中から販売された原作『推理小説』には劇中に使用されたものと酷似している栞が挟まっており、表には「アンフェアなのは誰か?」のフレーズが書かれている。
- 原作者の秦建日子はドラマには一切関わっていない[20]。また、原作部分は第4話までで終わっている。
- 劇中の「推理小説型予告殺人事件」で登場した推理小説の執筆は脚本家の半澤律子が担当し、原作に登場する推理小説の内容にアレンジを加えている。
- 劇中で使用された空撮映像は、押井守監修、松宏彰監督の短編映画『東京スキャナー』のものを使用している。
- 雪平が使用している拳銃はS&W M3913のカスタムであるレディスミス。他の刑事はノーマルのM3913を使用している。M3913は実際に日本警察で採用されて配備されているが、レディスミスは採用されていない。
- 『コード・ブレーキング〜暗号解読』において雪平が後半使用した拳銃はSIG P230であり、これも日本警察に実際に配備されている拳銃である。日本の警察はニューナンブM60を制式拳銃としていたが、1960年より配備されたニューナンブM60は既に老朽化しており、数年前より3種類の拳銃に置き換えがされている。ただし一部の道府県警察では、少数ながら現在でもニューナンブM60を配備しているところもある。3種類の拳銃とは、S&W M37、S&W M3913、P230の3種類であり、M37は主に一般の制服や私服警官、M3913は暴力団が広く使用するトカレフやマカロフといった強力な拳銃に対抗する必要があるための暴対（捜査4課）や銃器対策部隊やSIT、P230は初動捜査で銃器を保持している犯人と遭遇する可能性が高いがゆえに日本の刑事の中では唯一常時拳銃を携行している機動捜査隊にそれぞれ優先的に配備がされていると言われている。しかし実際の所は、制服、私服の区別や所属とは無関係にそれぞれ配備されているのが実情である。